# Сент-Питер-Порт
Сент-Питер-Порт (англ. Saint Peter Port, фр. Saint-Pierre-Port) — столица владения британской короны Гернси.
Город с населением 16488 жителей (2001) расположен на востоке острова Гернси на территории 6,5 км². В гавани города расположен небольшой порт. С суши город окружают небольшие холмы, к югу расположены утёсы.
Город выделен в отдельную административную единицу Гернси и разделён на два избирательных округа.
В городе расположено много средневековых строений, представляющих интерес для туристов.
В Сент-Питер-Порте расположены «Штаты Гернси» (фр. États de Guernesey) — парламент Гернси.

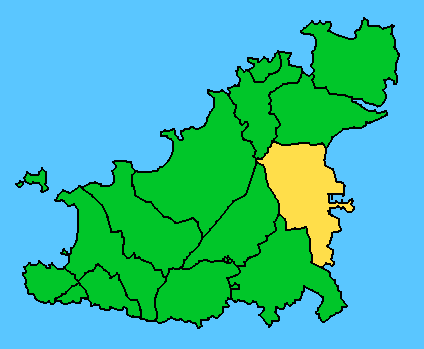
Расположение Сент-Питер-Порта на карте острова Гернси

## Известные жители
- Виктор Гюго — французский писатель, во время изгнания (1856—1870) проживал в Отвиль-Хаузе
- Мэйбл Коллинз — теософ
- Питер Ле Льевре — общественный и политический деятель, художник и археолог-любитель
- Мэттью Ле Тиссье — английский футболист, проведший всю карьеру в «Саутгемптоне».